# Humlikon
Humlikon (toponimo tedesco) è un comune svizzero di 496 abitanti del Canton Zurigo, nel distretto di Andelfingen.

## Storia
Il comune è stato istituito nel 1872 per scorporo da quello di Adlikon. Nella sciagura del volo Swissair 306, nel 1963, morirono 43 abitanti di Humlikon, il 20% circa della popolazione.

## Società

### Evoluzione demografica
L'evoluzione demografica è riportata nella seguente tabella:
Abitanti censiti

## Amministrazione
Ogni famiglia originaria del luogo fa parte del cosiddetto comune patriziale e ha la responsabilità della manutenzione di ogni bene ricadente all'interno dei confini del comune.